# Saint-Clément-de-Valorgue
Pour les articles homonymes, voir Saint-Clément.
Saint-Clément-de-Valorgue est une commune française, située dans le département du Puy-de-Dôme en région Auvergne-Rhône-Alpes.

## Dénomination
La dénomination actuelle a pris effet le 2 avril 1961 (décret du 27 mars 1961 paru au Journal Officiel le 1er avril 1961). Auparavant, la commune était connue sous le nom de Saint-Clément, encore utilisée fréquemment dans le langage courant.

## Géographie

### Climat
Pour des articles plus généraux, voir Climat d'Auvergne-Rhône-Alpes et Climat du Puy-de-Dôme.
En 2010, le climat de la commune est de type climat des marges montargnardes, selon une étude du Centre national de la recherche scientifique s'appuyant sur une série de données couvrant la période 1971-2000. En 2020, Météo-France publie une typologie des climats de la France métropolitaine dans laquelle la commune est exposée à un climat de montagne ou de marges de montagne et est dans la région climatique  Nord-est du Massif Central, caractérisée par une pluviométrie annuelle de 800 à 1 200 mm, bien répartie dans l’année. 
Pour la période 1971-2000, la température annuelle moyenne est de 8,2 °C, avec une amplitude thermique annuelle de 15,8 °C. Le cumul annuel moyen de précipitations est de 893 mm, avec 9,8 jours de précipitations en janvier et 7,5 jours en juillet. Pour la période 1991-2020, la température moyenne annuelle observée sur la station météorologique de Météo-France la plus proche, « Saint-Anthème », sur la commune de Saint-Anthème à 3 km à vol d'oiseau, est de 6,9 °C et le cumul annuel moyen de précipitations est de 1 346,5 mm,. Pour l'avenir, les paramètres climatiques de la commune estimés pour 2050 selon différents scénarios d'émission de gaz à effet de serre sont consultables sur un site dédié publié par Météo-France en novembre 2022.

## Urbanisme

### Typologie
Au 1er janvier 2024, Saint-Clément-de-Valorgue est catégorisée commune rurale à habitat très dispersé, selon la nouvelle grille communale de densité à sept niveaux définie par l'Insee en 2022.
Elle est située hors unité urbaine et hors attraction des villes,.

### Occupation des sols
L'occupation des sols de la commune, telle qu'elle ressort de la base de données européenne d’occupation biophysique des sols Corine Land Cover (CLC), est marquée par l'importance des forêts et milieux semi-naturels (67,9 % en 2018), en diminution par rapport à 1990 (69 %). La répartition détaillée en 2018 est la suivante : 
forêts (67,9 %), prairies (29,6 %), zones agricoles hétérogènes (2,5 %). L'évolution de l’occupation des sols de la commune et de ses infrastructures peut être observée sur les différentes représentations cartographiques du territoire : la carte de Cassini (XVIIIe siècle), la carte d'état-major (1820-1866) et les cartes ou photos aériennes de l'IGN pour la période actuelle (1950 à aujourd'hui).

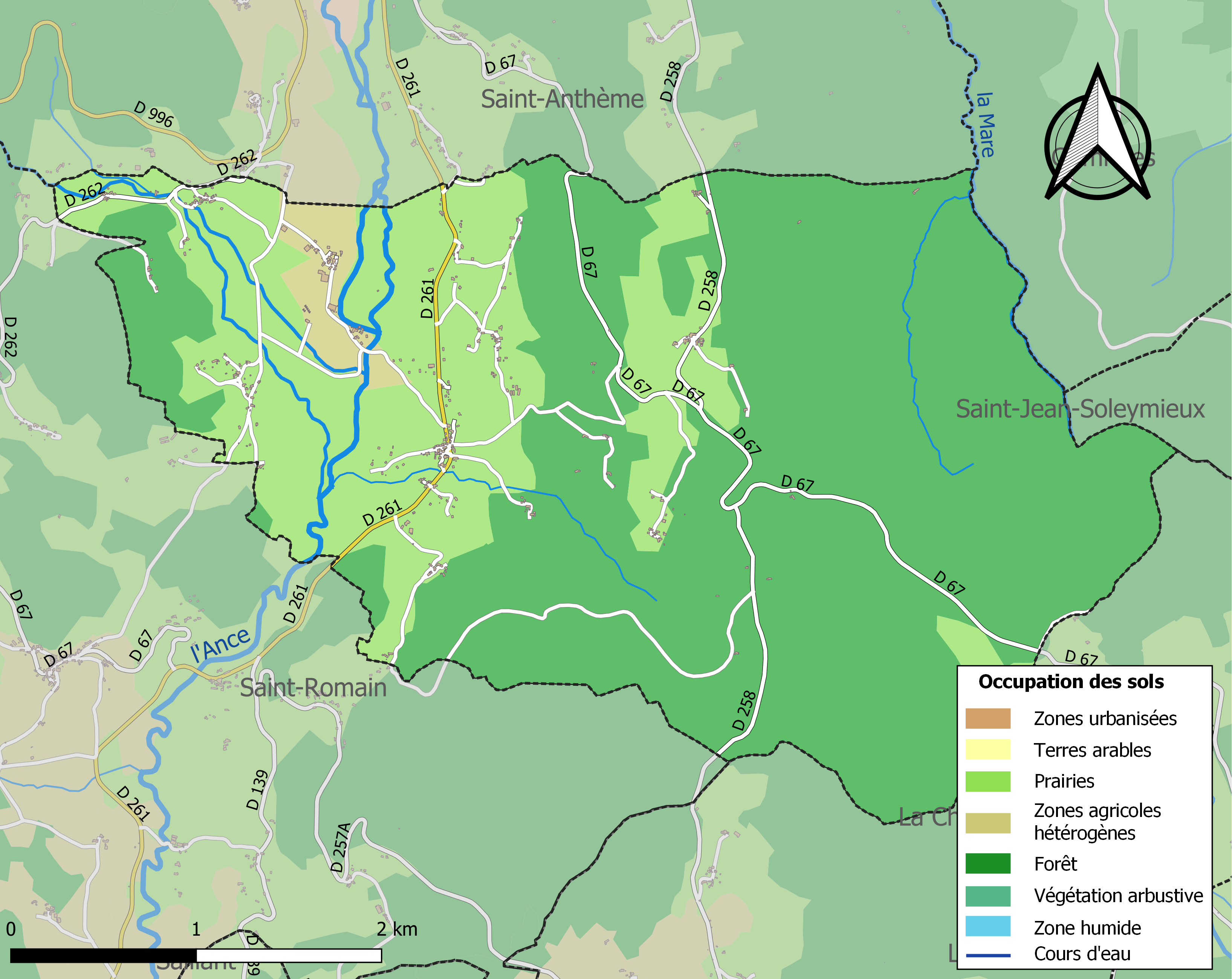
Carte des infrastructures et de l'occupation des sols de la commune en 2018 (CLC).

## Lieux-dits et écarts
Sephos, le Sapt, la Murette, le Mazet, Chantegrelet, le Roure, la Chomette, la Goutte, Pouleyrol, les Berniches, les Suchères, Villeneuve, Champgrimaud, Mascortel, Chambon, le Cros, Vanges, le Verdier, le Sablat, Bagnat.

## Communes limitrophes
- dans le canton de Saint-Anthème :
  - La Chaulme, Saint-Anthème et Saint-Romain ;
- dans le canton de Saint-Jean-Soleymieux (arrondissement de Montbrison, département de la Loire, région Auvergne-Rhône-Alpes) :
  - Gumières et Saint-Jean-Soleymieux.

## Politique et administration
| Période                                  | Période                        | Identité         | Étiquette | Qualité  |
| ---------------------------------------- | ------------------------------ | ---------------- | --------- | -------- |
| Les données manquantes sont à compléter. |                                |                  |           |          |
| avant 1995                               | mars 2001                      | Joseph Couhert   |           |          |
| mars 2008                                | En cours (au 4 septembre 2020) | Michel Rochette, |           | Retraité |

## Démographie
L'évolution du nombre d'habitants est connue à travers les recensements de la population effectués dans la commune depuis 1793. Pour les communes de moins de 10 000 habitants, une enquête de recensement portant sur toute la population est réalisée tous les cinq ans, les populations de référence des années intermédiaires étant quant à elles estimées par interpolation ou extrapolation. Pour la commune, le premier recensement exhaustif entrant dans le cadre du nouveau dispositif a été réalisé en 2007.

En 2022, la commune comptait 237 habitants, en évolution de +3,04 % par rapport à 2016 (Puy-de-Dôme : +2,1 %, France hors Mayotte : +2,11 %).
| 1793 | 1800 | 1806 | 1821 | 1831 | 1836 | 1841 | 1846 | 1851 |
| ---- | ---- | ---- | ---- | ---- | ---- | ---- | ---- | ---- |
| 541  | 646  | 800  | 631  | 781  | 778  | 804  | 827  | 771  |

| 1856 | 1861 | 1866 | 1872 | 1876 | 1881 | 1886 | 1891 | 1896 |
| ---- | ---- | ---- | ---- | ---- | ---- | ---- | ---- | ---- |
| 713  | 698  | 698  | 696  | 702  | 665  | 662  | 617  | 620  |

| 1901 | 1906 | 1911 | 1921 | 1926 | 1931 | 1936 | 1946 | 1954 |
| ---- | ---- | ---- | ---- | ---- | ---- | ---- | ---- | ---- |
| 623  | 637  | 627  | 544  | 519  | 505  | 503  | 408  | 351  |

| 1962 | 1968 | 1975 | 1982 | 1990 | 1999 | 2006 | 2007 | 2012 |
| ---- | ---- | ---- | ---- | ---- | ---- | ---- | ---- | ---- |
| 315  | 277  | 268  | 270  | 237  | 215  | 221  | 221  | 228  |

| 2017 | 2022 | - | - | - | - | - | - | - |
| ---- | ---- | - | - | - | - | - | - | - |
| 231  | 237  | - | - | - | - | - | - | - |

## Personnalités liées à la commune
François-Xavier JARRIGE, fils de Benoît JARRIGE et Marie ROBERT, né le 29 octobre 1796 au hameau de Sephos, est devenu prêtre des Missions Etrangères de Paris. Envoyé en Inde en 1819, il a été missionnaire pendant près de 70 ans dans ce pays où il est mort le 12 septembre 1889.

## Divers
- La commune de Saint-Clément-de-Valorgue est adhérente du Parc naturel régional Livradois-Forez.